# TSV Bayer Dormagen
TSV Bayer Dormagen (pełna nazwa: TSV Bayer Dormagen 1920 e.V. ) – męski klub piłki ręcznej z Niemiec. Został utworzony w 1920 roku z bazą w mieście Dormagen. Drużyna występuje w Bundeslidze. Od sezonu 2010/11 klub nosi nazwę DHC Rheinland.

## Zawodnicy
Polacy w klubie
W przeszłości w klubie występowali Polacy: Jacek Będzikowski, Robert Nowakowski (obaj 1998-2001) oraz Rafał Bernacki (2000-2001). Barw klubu bronił Maciej Dmytruszyński (2007-2011).